# The Rolling Stones European Tour 1967
L'European Tour 1967 è stata una tournée dei Rolling Stones in promozione del loro nuovo album Between the Buttons e del singolo Let's Spend the Night Together/Ruby Tuesday. 

## Storia
Il tour cominciò il 25 marzo in Svezia e si concluse il 17 aprile 1967 in Grecia. Fu l'ultima tournée dei Rolling Stones con Brian Jones in formazione.
Questo tour è inoltre notevole per essere stata una delle prime volte nelle quali una band rock dell'Europa occidentale si esibì "oltre cortina", nell'Europa orientale; quando il 13 aprile gli Stones suonarono in due concerti a Varsavia in Polonia. Agli spettatori che parteciparono fu detto dalle autorità di comportarsi di conseguenza durante il concerto o sarebbero stati portati via subito, tuttavia ci furono ugualmente dei disordini. I funzionari sovietici in visita non rimasero contenti della performance dei Rolling Stones e ci sarebbe voluto molto tempo prima che gli Stones tornassero nelle nazioni del blocco sovietico.
(Mick Jagger)

## Formazione
- Mick Jagger - voce solista
- Keith Richards - chitarra, cori di sottofondo
- Brian Jones - chitarra, armonica a bocca, dulcimer, registratore, organo
- Bill Wyman - basso, cori di sottofondo
- Charlie Watts - batteria

## Scaletta
1. The Last Time
2. Paint It, Black
3. 19th Nervous Breakdown
4. Lady Jane
5. Get Off of My Cloud/Yesterday's Papers (medley)
6. Under My Thumb
7. Ruby Tuesday
8. Let's Spend the Night Together
9. Goin' Home
10. (I Can't Get No) Satisfaction

## Date

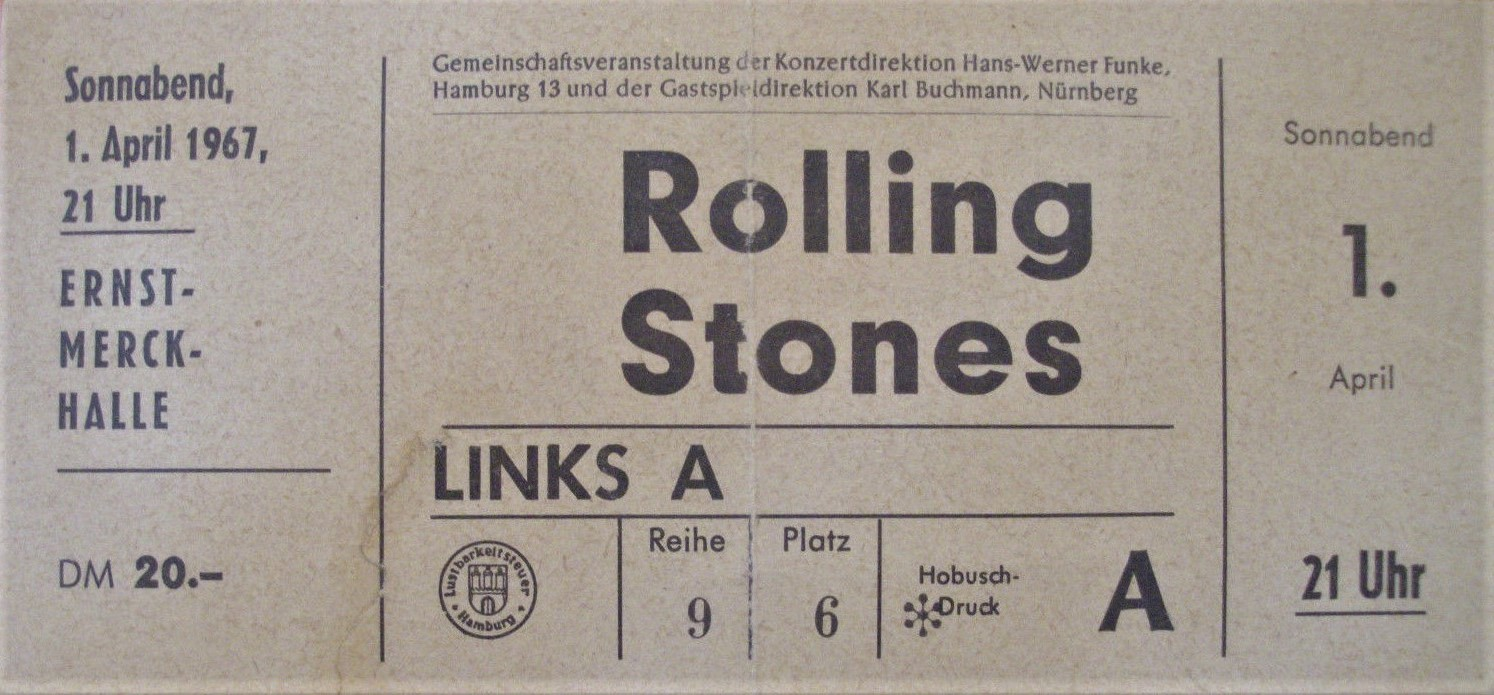
Biglietto originale del concerto alla Ernst-Merck-Halle di Amburgo del 1º aprile 1967

| Data                  | Città       | Nazione     | Località                                                  |
| --------------------- | ----------- | ----------- | --------------------------------------------------------- |
| 25 marzo 1967 2 show  | Helsingborg | Svezia      | Idrottens Hus                                             |
| 27 marzo 1967 2 show  | Örebro      | Svezia      | Vinterstadion                                             |
| 29 marzo 1967 2 show  | Brema       | Germania    | Stadthalle                                                |
| 30 marzo 1967 2 show  | Colonia     | Germania    | Sporthalle                                                |
| 31 marzo 1967         | Dortmund    | Germania    | Westfalenhalle                                            |
| 1º aprile 1967 2 show | Amburgo     | Germania    | Ernst-Merck-Halle                                         |
| 2 aprile 1967 2 show  | Vienna      | Austria     | Stadthalle                                                |
| 5 aprile 1967 2 show  | Bologna     | Italia      | Palazzo dello sport                                       |
| 6 aprile 1967 2 show  | Roma        | Italia      | Palazzo dello sport                                       |
| 8 aprile 1967 2 show  | Milano      | Italia      | Palalido, Palazzo dello sport                             |
| 9 aprile 1967 2 show  | Genova      | Italia      | Palazzo dello sport                                       |
| 11 aprile 1967 2 show | Parigi      | Francia     | L'Olympia                                                 |
| 13 aprile 1967 2 show | Varsavia    | Polonia     | Palazzo della Cultura e della Scienza, Sala del Congresso |
| 14 aprile 1967        | Zurigo      | Svizzera    | Hallenstadion                                             |
| 15 aprile 1967        | L'Aia       | Paesi Bassi | Houtrusthallen                                            |
| 17 aprile 1967        | Atene       | Grecia      | Panathinaikos Stadion                                     |

## Artisti di supporto
Tra gli artisti che aprirono i concerti degli Stones, figurano: The Easybeats, The Creation, The Batman (Didi & the ABC Boys), & Achim Reichel (Ex-Rattles), The Move, Czerwono-Czarni (Varsavia).